# Кръстю Тренчев
Кръстю Лазаров Тренчев е български революционер, деец на Вътрешната македоно-одринска революционна организация.

## Биография
Кръстю Тренчев е роден на 23 декември 1887 година в разложкото градче Мехомия, тогава в Османската империя. Присъединява се към ВМОРО. По време на Илинденско-Преображенското въстание през лятото на 1903 година тръгва от Сапарева баня с четата на Иван Ботушанов. Участва в серия сражения в Разлога. Изселва се в Кюстендил, Свободна България.
Умира след 1950 година.